# Listă de comune din raionul Glodeni
Această listă conține comunele din raionul Glodeni, Republica Moldova, cu satele din componența lor. Celulele gri indică localitățile consemnate ca „sat (comună)” în Legea privind organizarea administrativ-teritorială a Republicii Moldova.
| Comuna   | Satul de reședință | Sate componente  |
| -------- | ------------------ | ---------------- |
| Balatina | Balatina           | Balatina         |
| Balatina | Balatina           | Clococenii Vechi |
| Balatina | Balatina           | Lipovăț          |
| Balatina | Balatina           | Tomeștii Noi     |
| Balatina | Balatina           | Tomeștii Vechi   |
| —        | —                  | Cajba            |
| Camenca  | Camenca            | Brînzeni         |
| Camenca  | Camenca            | Butești          |
| Camenca  | Camenca            | Camenca          |
| Camenca  | Camenca            | Molești          |
| —        | —                  | Ciuciulea        |
| —        | —                  | Cobani           |
| Cuhnești | Cuhnești           | Bisericani       |
| Cuhnești | Cuhnești           | Cot              |
| Cuhnești | Cuhnești           | Cuhnești         |
| Cuhnești | Cuhnești           | Movileni         |
| Cuhnești | Cuhnești           | Serghieni        |
| Danu     | Danu               | Camencuța        |
| Danu     | Danu               | Danu             |
| Danu     | Danu               | Nicolaevca       |
| —        | —                  | Dușmani          |
| —        | —                  | Fundurii Noi     |
| —        | —                  | Fundurii Vechi   |
| —        | —                  | Hîjdieni         |
| Iabloana | Iabloana           | Iabloana         |
| Iabloana | Iabloana           | Soroca           |
| —        | —                  | Limbenii Noi     |
| —        | —                  | Limbenii Vechi   |
| —        | —                  | Petrunea         |
| —        | —                  | Sturzovca        |
| —        | —                  | Ustia            |
| Viișoara | Viișoara           | Moara Domnească  |
| Viișoara | Viișoara           | Viișoara         |